# Za wysoko
Za wysoko – drugi solowy album studyjny polskiego wokalisty Jareckiego. Płyta ukazała się 7 lipca 2017 nakładem wytwórni Supa’High Music dzięki crowdfundingowi.
Do utworów "Kochanie", "Za Wysoko", "Lepiej" i "Dystans" powstały teledyski.

## Lista utworów
| Nr  | Tytuł utworu                                     | Słowa                                       | Produkcja       | Długość |
| --- | ------------------------------------------------ | ------------------------------------------- | --------------- | ------- |
| 1.  | „Intro”                                          |                                             |                 | 0:50    |
| 2.  | „Za Wysoko”                                      | Jarosław Kubów                              | DJ BRK, Malina  | 3:54    |
| 3.  | „Obok”                                           | Kubów                                       | DJ BRK          | 2:59    |
| 4.  | „Lepiej”                                         | Kubów, Przemysław Corso                     | DJ BRK, Jarecki | 3:45    |
| 5.  | „Zróbmy To” (gościnnie: Grubson)                 | Kubów, Tomasz Iwańca                        | DJ BRK, Malina  | 3:31    |
| 6.  | „Ja Chcę Tylko Funk”                             | Kubów                                       | DJ BRK, Malina  | 3:25    |
| 7.  | „Dajesz / Kastaniety”                            | Kubów                                       | DJ BRK, Jarecki | 4:24    |
| 8.  | „Zioła”                                          | Kubów                                       | DJ BRK, Malina  | 3:02    |
| 9.  | „Kochanie” (gościnnie Robert Cichy)              | Kubów                                       | DJ BRK          | 3:40    |
| 10. | „Porozmawiaj Ze Mną” (gościnnie: Marika)         | Kubów, Marta Kosakowska                     | DJ BRK          | 3:15    |
| 11. | „Dystans” (gościnnie: Eldo)                      | Kubów, Leszek Kaźmierczak, Bartosz Kochanek | DJ BRK          | 4:23    |
| 12. | „Matrix”                                         | Kubów                                       | DJ BRK          | 1:10    |
| 13. | „Twoje Tematy”                                   | Kubów                                       | DJ BRK          | 3:57    |
| 14. | „Ten Sam Lot” (gościnnie: Ten Typ Mes i Grubson) | Kubów, Iwańca, Piotr Szmidt                 | DJ BRK          | 3:53    |
| 15. | „Zamieniam Się W Słuch”                          | Kubów                                       | DJ BRK          | 3:36    |
| 16. | „Mogę Ci Dać”                                    | Kubów, Corso                                | DJ BRK, Malina  | 3:32    |
| 17. | „Kompas”                                         | Kubów                                       | DJ BRK, Jarecki | 2:17    |
|     |                                                  |                                             |                 | 55:33   |

## Twórcy
| - Jarecki – wokal - DJ BRK – produkcja - Grubson – wokal (utwory 1, 5, 14), chórki (utwory 2, 6) - Marika – wokal (utwór 10) - Eldo – wokal (utwór 11) - Ten Typ Mes – wokal (utwór 14) - Jan Swaton – saksofon altowy (utwory 4, 7, 8, 9, 15) - Tomasz Wendt – saksofon tenorowy (utwory 4, 7, 8, 9, 15) | - Robert Cichy – gitara (utwory 5, 6, 9, 14) - Sebastian Larysz – gitara (utwory 7, 8) - Marek Kubiszyn – trąbka (utwory 4, 7, 8, 9, 15) - Michał Maliński – perkusja (utwór 8) - Arkadiusz Suchara – gitara basowa (utwory 7, 8) - Inez Malińska – flet (utwór 9) - DJ Eprom – mix, mastering - Przemysław Sainer Blejzyk – grafika 1. |